# BBC Young Musician
BBC Young Musician es un concurso musical nacional televisado que se transmite cada dos años en  la BBC Television y BBC Radio 3. Hasta 2010 se denominó BBC Young Musician of the Year.
El concurso, antiguo miembro de la Unión Europea de Concursos Musicales para Jóvenes (EMCY), está abierto a intérpretes de percusión, teclado, cuerdas, viento metal y viento madera residentes en el Reino Unido, que tengan dieciocho años o menos el 1 de enero en el correspondiente año.

## Historia
El concurso fue creado en 1978 por Humphrey Burton, Walter Todds y Roy Tipping, exmiembros del Departamento de Música de la Televisión de la BBC. Michael Hext, trombonista, fue el ganador inaugural. En 1994, se agregó la categoría de percusión, junto con las categorías existentes de teclado, cuerdas, metales y viento madera. La competencia tiene cinco etapas: audiciones regionales, audiciones de categoría, finales de categoría, semifinales y la final. La competencia bienal es dirigida y producida por BBC Cymru Wales.
Hasta la fecha, ha habido 22 ganadores, siendo el más joven Peter Moore, de 12 años. En 2014, se presentó el premio BBC Young Musician Jazz Award; Alexander Bone, un saxofonista, fue el ganador inaugural.
Como resultado del éxito del concurso, en 1982 se inició el Festival de Eurovisión de Jóvenes Músicos. La primera edición fue retransmitida en directo desde el Free Trade Hall de Mánchester. El presentador fue Humphrey Burton y el productor Roy Tipping. El ganador de BBC Young Musician a menudo representaba al Reino Unido en Festival de Eurovisión de Jóvenes Músicos.
El concurso celebró su 30 aniversario en mayo de 2008 con un documental narrado por Gethin Jones en BBC Two. El documental de BBC Four BBC Young Musician: Forty Years Young se emitió el 3 de abril de 2018. Para celebrar el 40 aniversario, el primer BBC Young Musician Prom se llevó a cabo en el Royal Albert Hall y se transmitió en vivo el 15 de julio de 2018. Presentado por Clemency Burton-Hill, el concierto contó con actuaciones de ganadores y finalistas anteriores junto con la BBC Concert Orchestra dirigida por Andrew Gourlay.
El concurso de 2020 se vio afectada por la pandemia de COVID-19, luego de proceder con normalidad hasta la filmación de la semifinal incluida. Las finales de las cinco categorías se retransmitieron en mayo y junio de 2020, posponiéndose la retransmisión de la semifinal y la grabación de la final, primero hasta otoño y luego hasta 2021. La final del Jazz Award se transmitió según lo planeado el 22 de noviembre de 2020, y se grabó en Cadogan Hall sin público. La gran final fue grabada en abril de 2021 —también sin público– y retransmitida el 2 de mayo, precedida el 30 de abril por la retransmisión en diferido de la semifinal.

### Transmisión
Las eliminatorias regionales fueron televisadas en 1978; se emitió una ronda antes de la final de la categoría hasta 1994, y nuevamente en 2002 y 2004. De 1978 a 1984, todos los programas se transmitieron en BBC One hasta que se trasladó a BBC Two en 1986; sin embargo, de 2002 a 2012, las eliminatorias se trasladaron a BBC Four, y solo la final se emitió en BBC Two.
En 2010, BBC Two también transmitió lo más destacado de la nueva etapa de semifinales. En 2014, todas las etapas de la competencia se trasladaron a BBC Four, y las finales de categoría y la gran final se transmitieron en BBC Radio 3. Para la competencia de 2018, Radio 3 transmitió un concierto de 30 minutos protagonizado por cada competidor en la semana anterior a la emisión de la final de su categoría.

### Presentadores
Los siguientes han presentado diversas etapas del concurso:

#### Classical Award
- Humphrey Burton (1978–92)
- Ernest Lush (1978)
- Jane Glover (1986–88)
- J Mervyn Williams (1990)
- Edward Gregson (1990 final)
- Paul Daniel (1992 final)
- Sarah Greene (1994)
- Christopher Warren-Green (1996)
- Sarah Walker (1996)
- Stephanie Hughes (1998–2004)
- Alistair Appleton (2004)
- Howard Goodall (2006)
- Gethin Jones (2008)
- Aled Jones (2008)
- Nicola Loud (2008)
- Howard Goodall (2010)
- Clemency Burton-Hill (2010–12, 2014 final, 2016, 2018 final)
- Josie D'Arby (2012, 2016 final, 2018, 2020)
- Alison Balsom (2014, 2016, 2018 final)
- Miloš Karadaglić (2014)
- Anna Lapwood (2020)
- Jess Gillam (2020 final)

#### Jazz Award
- Josie D'Arby (2014, 2016, 2018)
- Soweto Kinch (2014)
- Joe Stilgoe (2016)
- YolanDa Brown (2018, 2020)

## Premios relacionados

### BBC Young Dancer
Una versión de baile competitiva, BBC Young Dancer, se lanzó en octubre de 2014 y se otorgó por primera vez en mayo de 2015.

### BBC Young Jazz Musician
Durante la temporada 2014 se llevó a cabo por primera vez una competencia separada para un Jazz Award, con la transmisión final en BBC Four en la semana posterior a la final clásica. En 2016, la final del Jazz Award fue el episodio 7 de la serie BBC Four de 8 partes, transmitida dos días antes de la final clásica. En 2018, la competencia de jazz tenía un límite de edad máximo de 21 y la final se grabó para BBC Four en noviembre como parte del Festival de Jazz de Londres ; se emitió el 25 de noviembre, seis meses después de la final principal.

## Ganadores

### Classical Award
| Año  | Nombre                 | Instrumento | Lugar de estudios                                                                  | Edad al ganar | Notas | Lugar de la final                        |
| ---- | ---------------------- | ----------- | ---------------------------------------------------------------------------------- | ------------- | --- | ---------------------------------------- |
| 1978 | Michael Hext           | Trombón     | Royal College of Music                                                             | 17            | Miembro de la Orquesta del The Royal Opera House del Covent Garden e intérprete solista ocasional | RNCM Concert Hall, Mánchester            |
| 1980 | Nicholas Daniel        | Oboe        | Royal Academy of Music                                                             | 18            | Solista internacional y oboe principal de la Britten Sinfonia. Fundador del Britten Oboe Quartet y del Haffner Wind Ensemble. Ha actuado en numerosos BBC Proms. | RNCM Concert Hall, Mánchester            |
| 1982 | Anna Markland          | Piano       | Chethams School, Universidad de Oxford, Royal Academy of Music                     | 18            | Desde entonces, ha desarrollado una reputación como maestra, jueza y cantante como Anna Crookes. | Free Trade Hall, Mánchester              |
| 1984 | Emma Johnson           | Clarinete   | Sevenoaks School, Cambridge University                                             | 18            | Clarinetista solista con un repertorio de más de 40 conciertos | Free Trade Hall, Mánchester              |
| 1986 | Alan Brind             | Violín      | Royal Academy of Music                                                             | 17            | Desde entonces dirige la Joven Orquesta de la Unión Europea y ha ganado el Premio Young Musician of the Year | Free Trade Hall, Mánchester              |
| 1988 | David Pyatt            | Horn        | Watford Grammar School for Boys                                                    | 14            | El ganador más joven del premio en ese momento. Ha actuado en numerosos BBC Proms. Principal at London Philharmonic Orchestra. | Free Trade Hall, Mánchester              |
| 1990 | Nicola Loud            | Violín      | Royal Academy of Music, Escuela Juilliard                                          | 15            | Ha aparecido en múltiples orquestas británicas y varias en el extranjero. | St David's Hall, Cardiff                 |
| 1992 | Freddy Kempf           | Piano       | St Edmund's School, Canterbury, Royal Academy of Music, London University          | 14            | Se convirtió en la persona más joven en ese momento en ganar el premio. Desde entonces, ha lanzado numerosos discos de recitales. | Royal Concert Hall, Glasgow              |
| 1994 | Natalie Clein          | Violonchelo | Royal College of Music, Heinrich Schiff                                            | 15            | Fue el primer ganador británico del Festival de Eurovisión de Jóvenes Músicos. Ha tocado con numerosas orquestas inglesas. | Barbican, Londres                        |
| 1996 | Rafal Zambrzycki Payne | Violín      | Yehudi Menuhin School, Royal Northern College of Music, Herbert von Karajan Centre | 18            | Ganó el segundo premio en el Concurso Internacional de Violín de Luxemburgo. Tocado en orquestas en Europa, Estados Unidos, Sudáfrica, Medio Oriente y Zimbabue. | Symphony Hall, Birmingham                |
| 1998 | Adrian Spillett        | Percusión   | Royal Northern College of Music                                                    | 19            | Primer percusionista en ganar el premio. Ha actuado con una variedad de conjuntos, incluido el cuarteto de percusión 4-MALITY. Percusionista principal de la CBSO. Exjefe de percusión en el Royal Birmingham Conservatoire                                                        | Waterfront Hall, Belfast                 |
| 2000 | Guy Johnston           | Violonchelo | Chetham's School of Music, Eastman School of Music                                 | 18            | Una actuación en el Royal Albert Hall lo convirtió en el solista más joven en aparecer en la primera noche de The Proms. | Bridgewater Hall, Mánchester             |
| 2002 | Jennifer Pike          | Violín      | Chetham's School of Music, Guildhall School of Music & Drama                       | 12            | En ese momento, era el ganador más joven del premio. Ha aparecido como solista con orquestas británicas y se ha presentado en otros eventos de la BBC. | Barbican, London                         |
| 2004 | Nicola Benedetti       | Violín      | Yehudi Menuhin School                                                              | 16            | Actuó con la orquesta de conciertos de la BBC y grabó su álbum debut con Daniel Harding y la London Symphony Orchestra | Usher Hall, Edinburgh                    |
| 2006 | Mark Simpson           | Clarinete   | Royal College of Music, Oxford University, Guildhall School of Music & Drama       | 17            | Fue el clarinete principal de la Orquesta Nacional Juvenil de Gran Bretaña. Inició estudios en el Royal College of Music, pero los abandonó para ir a la Universidad de Oxford. | The Sage, Gateshead                      |
| 2008 | Peter Moore            | Trombón     | Chetham's School of Music                                                          | 12            | Ganador más joven del premio. Coprincipal en la London Philharmonic Orchestra. | Centro del Milenio de Gales, Cardiff Bay |
| 2010 | Lara Ömeroğlu          | Piano       | Purcell School, Royal College of Music                                             | 16            | Conocida como Lara Melda | Centro del Milenio de Gales, Cardiff Bay |
| 2012 | Laura van der Heijden  | Violonchelo | Royal College of Music                                                             | 15            | Ha tocado con el ganador de 2014 Martin James Bartlett | The Sage, Gateshead                      |
| 2014 | Martin James Bartlett  | Piano       | Royal College of Music, Purcell School                                             | 17            | Apareció en la competencia de 2012, a la edad de 15 años, como finalista en la categoría de teclado. | Usher Hall, Edinburgh                    |
| 2016 | Sheku Kanneh-Mason     | Violonchelo | Royal Academy of Music, Trinity Catholic Comprehensive School                      | 17            | Posee la ABRSM Beca Junior para la Real Academia de Música. Ha tocado en la Chineke! Orchestra, así como en la JRAM Symphony Orchestra, y ha tocado música de cámara con el Kanneh-Mason Piano Trio y el Ash String Trio.                                                          | Barbican, London                         |
| 2018 | Lauren Zhang           | Piano       | Birmingham Junior Conservatoire, King Edward VI High School for Girls              | 16            | Tocó el diabólicamente difícil Concierto n.º 2 de Prokofiev y fue elogiada por su "inteligencia musical inherente" y "habilidad técnica excepcional". Ganó el primer premio en el 15.º Concurso Internacional de Piano de Ettlingen en 2016. Primer ganador asiático del concurso. | Symphony Hall, Birmingham                |
| 2020 | Fang Zhang             | Percusión   | Chetham's School of Music                                                          | 17            | Miembro de la Orquesta Juvenil de Percusión de China y ha ganado concursos de percusión en China, Nueva York y Tokio. | Bridgewater Hall, Mánchester             |

### Jazz Award
| Año  | Nombre           | Instrumento | lugar de estudio                                            | edad ganadora | notas | sede de la final                                 |
| ---- | ---------------- | ----------- | ----------------------------------------------------------- | ------------- | --- | ------------------------------------------------ |
| 2014 | Alexander Bone   | Saxofón     | Escuela de Música de Chetham                                | 17            | Ganador inaugural de la competencia separada Jazz Award | Real Escuela Galesa de Música y Teatroa, Cardiff |
| 2016 | Alexandra Ridout | Trompeta    | Royal Academy of Music, Escuela Purcell                     | 17            | Su hermano Tom, de 21 años, también fue finalista | Real Escuela Galesa de Música y Teatroa, Cardiff |
| 2018 | Xhosa Cole       | Saxofón     | Escuela Holyhead, Escuela Comunitaria de Música de Ladywood | 22            | Ha tocado el saxofón en el Jazzlines Ensemble, la Orquesta Sinfónica de las Escuelas de Birmingham y la Orquesta de Jazz Juvenil de Midland, entre otras. Mientras estudiaba en sexto grado, Xhosa asistió a cursos con el Colectivo Nacional de Jazz Juvenil y la Orquesta Nacional Juvenil de Viento . Actúa y enseña regularmente en Birmingham. | Queen Elizabeth Hall, Londres                    |
| 2020 | Deschanel Gordon | Piano       | Conservatorio de Música y Danza Trinity Laban               | 22            | Ha colaborado con el SEED Ensemble, nominado al Premio Mercury y The Banger Factory de Mark Kavuma, y también tiene su propio trío. | Cadogan Hall, Londres                            |